# Vidéo Communication France
 (juillet 2020).
Si vous disposez d'ouvrages ou d'articles de référence ou si vous connaissez des sites web de qualité traitant du thème abordé ici, merci de compléter l'article en donnant les références utiles à sa vérifiabilité et en les liant à la section « Notes et références ».
Vidéo Communication France était une société qui intervenait dans le domaine de la réalisation et des moyens techniques nécessaires pour la réalisation d'émissions de télévision.

## Histoire
VCF était une société issue de la fusion en 1984 de VCI (Vidéo Centre International ; crée en 1973) et de VTF (Vidéo Télé France ; crée en 1984), deux entreprises créées par le réalisateur producteur Guy Job.
L'entreprise était installée dans les Studios de Billancourt au 47 quai du Point-du-Jour à Boulogne-Billancourt, puis a déménagé en 1993, dans des locaux neufs comportant deux plateaux, au 48 quai du Président-Carnot à Saint Cloud.
VCF appartenait à RTL Group jusqu'à son rachat en 2002 par la société espagnole Mediapro.
Ses principaux concurrents étaient : Euro Média, AMP, Visual TV, et la célèbre SFP (Société française de production, privatisée en 2001 et propriété commune du groupe Bolloré et Euromédia).
En 2003, VCF est racheté par SFP Participation et rejoint le groupe Euro-Media-SFP, leader français de la prestation audiovisuelle. VCF est dissous en janvier 2008, pour devenir un département d'Euro Media Télévision. 
Le 1er janvier 2010 les trois entités Euro Média Télévision, la SFP et VCF sont rassemblées pour devenir Euro Média France.